# Aleb Tjadamjaure
Aleb Tjadamjaure är en sjö i Arjeplogs kommun i Lappland och ingår i Skellefteälvens huvudavrinningsområde. Sjön har en area på 0,333 kvadratkilometer och ligger 833,6 meter över havet. Sjön avvattnas av vattendraget Gravajåkka.

## Delavrinningsområde
Aleb Tjadamjaure ingår i det delavrinningsområde (738252-154987) som SMHI kallar för Mynnar i Riebnes. Medelhöjden är 822 meter över havet och ytan är 15,46 kvadratkilometer. Det finns inga avrinningsområden uppströms utan avrinningsområdet är högsta punkten. Gravajåkka som avvattnar avrinningsområdet har biflödesordning 3, vilket innebär att vattnet flödar genom totalt 3 vattendrag innan det når havet efter 332 kilometer. Avrinningsområdet består mestadels av kalfjäll (80 procent). Avrinningsområdet har 2 kvadratkilometer vattenytor vilket ger det en sjöprocent på 12,9 procent.